# Gonzalo Montes
Gonzalo Montes Calderini (n. Montevideo, Uruguay, 22 de diciembre de 1994) es un futbolista profesional uruguayo que se desempeña como mediocampista y actualmente milita en Montevideo City Torque de la Primera División de Uruguay.

## Clubes
Actualizado al 21 de julio de 2025.
| Club                   | País    | Año       | PJ | Goles | Asist. |
| ---------------------- | ------- | --------- | -- | ----- | ------ |
| Atlético Cerro         | Uruguay | 2012-2015 | 17 | 0     | 3      |
| Montevideo City Torque | Uruguay | 2015-2017 | 19 | 0     | 2      |
| Cerro Largo            | Uruguay | 2017      | 9  | 1     | 0      |
| Racing de Montevideo   | Uruguay | 2018      | 6  | 0     | 0      |
| Progreso               | Uruguay | 2018-2019 | 29 | 3     | 2      |
| Danubio                | Uruguay | 2019-2020 | 28 | 1     | 0      |
| Querétaro              | México  | 2020-2021 | 31 | 1     | 3      |
| Huachipato             | Chile   | 2021-2024 | 68 | 14    | 7      |
| Universidad de Chile   | Chile   | 2025-Act. | 21 | 1     | 1      |

## Palmarés

### Torneos nacionales
| Título           | Club       | País  | Año  |
| ---------------- | ---------- | ----- | ---- |
| Primera División | Huachipato | Chile | 2023 |

### Distinciones individuales
| Distinción                                                                    | Año  |
| ----------------------------------------------------------------------------- | ---- |
| Mejor jugador del fútbol chileno en los Premios América le responde a El País | 2023 |